# Gibulicze (przystanek kolejowy)
Gibulicze (biał. Гібулічы, ros. Гибуличи) – przystanek kolejowy w pobliżu miejscowości Skomoroszki, w rejonie grodzieńskim, w obwodzie grodzieńskim, na Białorusi.